# 桑原啓善
桑原 啓善（くわはら ひろよし、1921年1月1日 - 2013年7月22日）は、日本の詩人、心霊研究家。ペンネームは山波 言太郎（やまなみ げんたろう）。慶應義塾大学経済学部卒業。

## 来歴
学生時代に心霊研究の迷信を叩くことを試みるが、逆に心霊研究を正しいと考えるようになり、同研究の道に入る。心霊科学研究会を創設した浅野和三郎の後継者である脇長生に師事。1985年、任意団体「シルバー・バーチの会」（後のニューエイジ団体『生命の樹』）を設立し、「ネオ・スピリチュアリズム」を唱導する。
1992年、癒やしの力を持つ発声法として「リラ」を考案。人間の耳には聞こえない自然界の呼吸音が癒やしと生命力の回復になると考え、これを「自然音楽」と呼び、この自然音楽で人を癒やす「自然音楽療法」を1995年に開始。1997年、株式会社リラ研究グループ自然音楽研究所を設立。「地球の恒久平和実現のための地球人の魂の癒しと進化の実践活動」として音楽創作活動、CD製作、コンサート開催、各種講座の開催、研究、講演を行う。一方では作家の宮沢賢治を長年かけて研究。生涯にわたって献身生活を続けた彼を、愛情で人を癒やす人物と考え、宮沢賢治に倣った生き方を目指した。
没後は、総合芸術文化活動を目指して設立された一般財団法人山波言太郎総合文化財団の永年名誉会長とされた。

## 著書
山波言太郎 名義で『日本の言霊が、地球を救う』『音楽進化論』『ワンネスブックシリーズ』『宮沢賢治の霊の世界』など、訳書に『シルバー・バーチ霊言集』『霊の書』など、詩集に『水晶宮』『アオミサスロキシン』などがある。
- 『心霊入門 - 本当の幸せって、何』潮文社、1986年1月、ISBN 978-4806311546
- 『神の発見 ― 心霊第二の門 (心霊ブックス)』土屋書店、1988年7月、ISBN 978-4806904458
- 『人は神 ― 心霊第三の門 (心霊ブックス)』土屋書店、1988年7月、ISBN 978-4806904465
- 『今、ハルマゲドン ― 神と魔の接点=人間 (TEN BOOKS)』コスモ・テン・パブリケーション、1988年9月、ISBN 978-4876660056
- 『宮沢賢治の霊の世界 ― ほんとうの愛と幸福を探して』土曜美術社出版販売、1992年7月、ISBN 978-4886253934
  - 『宮沢賢治の霊の世界 ― ほんとうの愛と幸福を探して』でくのぼう出版、2001年6月、ISBN 978-4795205871
- 『地球よ、愛の星に変われ ― 地に降りた神 デクノボーたちの地球革命 』でくのぼう出版、1992年7月、ISBN 978-4886253941
- 『デクノボー革命 ― ネオ・スピリチュアリズム講座〈上巻〉』でくのぼう出版、1992年11月、ISBN 978-4795294967
- 『デクノボー革命 ― ネオ・スピリチュアリズム講座〈下巻〉』でくのぼう出版、1992年12月、ISBN 978-4795294981
- 『サタンが降りた。― みんなデクノボーになれ』でくのぼう出版、1993年8月、ISBN 978-4795291607
- 『警告詩集 一九九九年のために』でくのぼう出版、1993年9月1日、ISBN 978-4795291614
- 『サタンを越えて ― 地球を愛の星に変える一発逆転の秘儀』でくのぼう出版、1994年1月、ISBN 978-4795291669
- 『警告詩集 (2)』でくのぼう出版、1994年4月、ISBN 978-4795291690
- 『地球で今、何が起こっているか。― あなたは大丈夫か? 』でくのぼう出版、1994年6月、ISBN 978-4795291720
- 『終末から地上天国へ』でくのぼう出版 改定版、1994年9月、ISBN 978-4795291768
- 『終末について』でくのぼう出版 改定版、1994年9月、ISBN 978-4795291751
- 『大いなる奇跡が起こる』でくのぼう出版、1994年12月、ISBN 978-4795291812
- 『地球を救う霊的常識〈1〉』でくのぼう出版、1995年7月、ISBN 978-4795291850
- 『宮沢賢治とでくのぼうの生き方 ― スピリチュアルな話』でくのぼう出版、1995年9月、ISBN 978-4795291874
- 『変革の風と宮沢賢治』でくのぼう出版、2002年1月、ISBN 978-4795205895
- 『日本の言霊が、地球を救う』山波言太郎 名義、でくのぼう出版、2011年11月、ISBN 978-4434161940